# 10-та авіаційна дивізія (Третій Рейх)
10-та авіаційна дивізія (Третій Рейх) (нім. 10. Flieger-Division) — авіаційна дивізія повітряних сил нацистської Німеччини за часів Другої світової війни.

## Історія
10-та авіаційна дивізія Люфтваффе створена 5 вересня 1939 року на аеродромі Гамбурга на базі штабу 2-го повітряного флоту. 2 жовтня 1939 року перетворена на X повітряний корпус.
10 липня 1942 року 10-та авіаційна дивізія створена вдруге у Сен-Клу поблизу Парижа зі штабу 77-го вищого авіаційного командування як навчальний підрозділ командувача Люфтваффе «Центр». 12 листопада 1943 року перейменована на 1-шу навчальну авіаційну дивізію (нім. 1. Flieger-Ausbildungs-Division).

## Основні райони базування штабу 10-ї авіаційної дивізії
| Час                               | Місто         |
| --------------------------------- | ------------- |
| 1-е формування:                   |               |
| 5 вересня — 2 жовтня 1939         | Гамбург       |
| 2-е формування:                   |               |
| 10 липня 1942 — 12 листопада 1943 | Сен-Клу/Париж |

## Командування

### Командири
Перше формування
- генерал-майор Ганс Гайслер (нім. Hans Geisler) (5 вересня — 2 жовтня 1939)

Друге формування
- генерал-лейтенант Вальтер Лакнер (нім. Walter Lackner) (10 липня 1942 — 15 травня 1943)
- генерал-майор Георг Ріке (нім. Georg Rieke) (15 травня — 12 листопада 1943)

### Підпорядкованість
| Час                               | Командування флот              |
| --------------------------------- | ------------------------------ |
| 5 вересня — 2 жовтня 1939         | 2-й повітряний флот            |
| 10 липня 1942 — 12 листопада 1943 | Командування Люфтваффе «Центр» |

## Бойовий склад 10-ї авіаційної дивізії
Формування управління, забезпечення та підтримки
- Ескадрилья льотної підготовки 10-ї дивізії (Flugbereitschaft/10. Flieger-Division)

- 40-й авіаційний загін зв'язку (Luftnachrichten-Abteilung 40).

- Батальйон резервних кандидатів «Монте Роза» (Fliegeranwärter-Bataillon "Monte Rosa")
- 2-й батальйон резервних кандидатів (Fliegeranwärter-Bataillon II)
- 3-й батальйон резервних кандидатів (Fliegeranwärter-Bataillon III)
- 4-й батальйон резервних кандидатів (Fliegeranwärter-Bataillon IV)
- 5-й батальйон резервних кандидатів (Fliegeranwärter-Bataillon V)
- 6-й батальйон резервних кандидатів (Fliegeranwärter-Bataillon VI)
- 7-й батальйон резервних кандидатів (Fliegeranwärter-Bataillon VII)